# Salinas del Manzano
Salinas del Manzano è un comune spagnolo di 94 abitanti situato nella comunità autonoma di Castiglia-La Mancia.